# Seogu-dong
Seogu-dong (koreanska: 서구동) är en stadsdel i staden Andong i provinsen Norra Gyeongsang i den centrala delen av Sydkorea, 190 km sydost om huvudstaden Seoul.